# Alopecosa fulvastra
Alopecosa fulvastra là một loài nhện trong họ Lycosidae.
Loài này thuộc chi Alopecosa. Alopecosa fulvastra được Lodovico di Caporiacco miêu tả năm 1955.